# 那坡野靛棵
那坡野靛棵（学名：Mananthes kampotiana）为爵床科野靛棵属下的一个种。

## 扩展阅读
- 維基物種上的相關：那坡野靛棵